# Robin Hood
Robin Hood là một nhân vật anh hùng ngoài vòng pháp luật huyền thoại có nguồn gốc từ trong truyện kể dân gian Anh và về sau được xuất hiện nhiều trong văn học và phim ảnh. Theo truyền thuyết, ông là một cung thủ và kiếm sĩ cừ khôi. Trong một số phiên bản của truyền thuyết, ông được miêu tả là có xuất thân cao quý, thậm chí trong các phiên bản truyện hiện đại, ông đôi khi còn được cho là đã chiến đấu trong các cuộc Thập tự chinh trước khi quay trở lại nước Anh để tìm lại vùng đất bị chiếm đoạt bởi Quận trưởng. Trong các phiên bản cổ nhất từng được biết đến, ông là một người thuộc tầng lớp điền chủ (yeoman). Cũng theo truyền thuyết, ông được miêu tả là mặc trên mình bộ trang phục màu xanh Lincoln và thường xuyên có hành động cướp của người giàu, chia cho người nghèo.
Qua một thời gian dài truyền miệng, nhiều chi tiết thêm thắt và các biến thể đã được tạo ra, trong số đó phải kể đến những nhân vật quen thuộc đồng hành và xuất hiện cùng Robin Hood. Những nhân vật này bao gồm người tình của ông, Maid Marian, nhóm bằng hữu ngoài vòng pháp luật có tên Merry Men, cùng với đó là đối thủ chính, Quận trưởng Nottingham. Vị quận trưởng này thường được miêu tả là người đã hỗ trợ Hoàng tử John soán ngôi của Vua Richard, người mà Robin Hood thề trung thành. Trên thực tế, những câu truyện kể ban đầu chủ yếu nói về lòng yêu thương của Robin Hood với những người dân thường cũng như sự đối địch giữa ông và Quận trưởng Nottingham, chứ không hề nhắc đến mối quan tâm của ông đối với tính chính danh của vị vua vào lúc đó, bối cảnh mà ông xuất hiện cũng không phải là thời kỳ trị vì của vua Richard I. Robin Hood trở thành một hình tượng nổi tiếng trong dân gian vào thời kỳ Hậu Trung cổ. Những bài hát ballad được biết đến sớm nhất kể về ông xuất hiện từ thế kỷ 15.
Trong văn học dân gian Anh, nhân vật Robin Hood gắn liền với Bá tước xứ Huntingdon.

## Những bài hát ballad và truyện kể
Bằng chứng rõ ràng đầu tiên của những câu truyện kể về Robin Hood xuất hiện trong bài thơ Piers Plowman, được cho là được sáng tác vào những năm 1370, sau đó trong dân gian dần lan truyền một câu nói mà sau này trở thành một tục ngữ phổ biến ở Anh, "nhiều người nói về Robin Hood, người chẳng bao giờ bắn cây cung của mình",. Những bằng chứng cũng xuất hiện trong tác phẩmReply của Friar Daw (k. 1402) và trong một lời phàn nàn xuất hiện ở tác phẩm Dives and Pauper (1405–1410) về việc người ta thà nghe "truyện kể và khúc ca về Robin Hood" còn hơn là đi dự cuộc họp Đại chúng. Robin Hood cũng được nhắc đến trong một bức thư nổi tiếng của Lollard  có niên đại vào khoảng nửa đầu thế kỷ 15  (cũng có thể xuất hiện trước cả những bằng chứng sớm khác về Robin Hood) cùng với nhiều vị anh hùng dân gian khác như Guy xứ Warwick, Bevis xứ Hampton và Quý ngài Lybeaus.'
Tuy nhiên, hiện nay người ta chỉ tìm thấy được những bản sao sớm nhất còn sót lại của những bản ballad tự sự kể về Robin xuất hiện vào nửa sau thế kỷ 15 hoặc vào thập niên đầu của thế kỷ 16. Những tác phẩm này kể lại khá rõ ràng về lòng yêu thương của ông đối với những người thuộc tầng lớp thấp kém, sự tôn sùng đối với Đức mẹ đồng trinh Mary, sự quan tâm đặc biệt đối với những người phụ nữ, kỹ năng bắn cung xuất chúng, xu hướng đi theo chủ nghĩa chống hệ thống giáo sĩ, đồng thời là mối thâm thù giữa Robin Hood và Quận trưởng Nottingham. John Bé, Much con trai của Miller, và Will Scarlet (hay Will "Scarlok" hoặc "Scathelocke") đều xuất hiện, mặc dù vậy lúc này vẫn chưa có Maid Marian hay Friar Tuck. Những câu truyện về ông đã trở thành một phần của huyền thoại khi vở kịch mang tên Robin Hood được sáng tác vào ít nhất là cuối thế kỷ 15.